# 8-й армійський корпус (РФ)
8-й гвардійський ордена Леніна армійський корпус (8 гв. АК, в/ч 45266) — військове об'єднання Сухопутних військ Збройних сил Росії чисельністю в корпус, що існувало у 1992—1998 роках.

## Історія
Після розпаду СРСР 8-ма гвардійська загальновійськова армія, що раніше дислокувалася в НДР, в лютому 1993 року була виведена в Північно-Кавказький військовий округ. Особовий склад та техніка прибули декількома ешелонами на станцію Прудбой в Калачевському районі Волгоградської області. Фактично прибула дезорганізована група із залишків армії,[джерело?] оскільки до того часу всі дивізії (окрім 27-ї, але вона була передана в ПриВО)[джерело?] припинили своє існування. 1 червня 1993 року на базі командування армії та штабу 34-го армійського корпусу був сформований 8-й гвардійський армійський корпус. Управління корпусу знаходилось в м. Волгограді. Його командиром став генерал-майор Лев Рохлін.
Підрозділи корпусу спочатку розмістили на військовому полігоні Прудбой поблизу однойменної станції. Фактично корпус складався з двох полків та декількох служб: медичної, розвідки, артилерійської. Кожен полк мав лише по одному боєздатному батальйону. Некомплект особового складу планувалось компенсувати за рахунок резервістів. Основу корпусу склала також передислокована із Західної групи військ 20-та гвардійська мотострілецька дивізія (входила до 1 гв. ТА), яку теж необхідно було вкомплектувати. Потреби 20-ї дивізії заплановано було компенсувати за рахунок поглинання місцевої 82-ї мотострілецької дивізії, яка лише напередодні, в березні 1992 року, була переформована з бази зберігання.[джерело?]
Корпус брав участь у Першій російсько-чеченській війні.
У травні 1998 року корпус був розформований.

## Склад

### 1993
- 20-та мотострілецька дивізія;
- 390-та гвардійська артилерійська Запорізько-Одеська ордена Леніна Червонопрапорна ордена Суворова і Кутузова бригада;

## Командування
Командувачі:
- (1992 — 06.1993) генерал-лейтенант Сосєдов Василь Петрович[ru]
- (06.1993 —1995) генерал-майор Рохлін Лев Якович[2]
- (1996—1997) генерал-лейтенант Сідякін Анатолій Михайлович[3]
- (1997—1998) генерал Булгаков Володимир Васильович[4]